# Rhyacia pseudosimulans
Rhyacia pseudosimulans là một loài bướm đêm trong họ Noctuidae.